# رون ريتشارد
رون ريتشارد (بالإنجليزية: Ron Richard)‏ هو سياسي أمريكي، ولد في 4 يوليو 1947 ببارسونز في الولايات المتحدة. حزبياً، نشط في الحزب الجمهوري.

## وصلات خارجية
- الموقع الرسمي